# Echinolittorina arabica
Echinolittorina arabica là một loài ốc biển, là động vật thân mềm chân bụng sống ở biển trong họ Littorinidae.